# Воловский
Воловский — овраг в России, внутренний водоток протекает по Ставропольскому району Самарской области. Впадает в Саратовское водохранилище. Длина водотока составляет 20 км. Площадь водосборного бассейна — 109 км².

## Данные водного реестра
По данным государственного водного реестра России относится к Нижневолжскому бассейновому округу, водохозяйственный участок реки — Волга от Куйбышевского гидроузла до Саратовского гидроузла, без рек Сок, Чапаевка, Малый Иргиз, Самара и Сызранка. Речной бассейн реки — Волга от верхнего Куйбышевского водохранилища до впадения в Каспий.
Код объекта в государственном водном реестре — 11010001512112100008821.